# Pensée hassidique

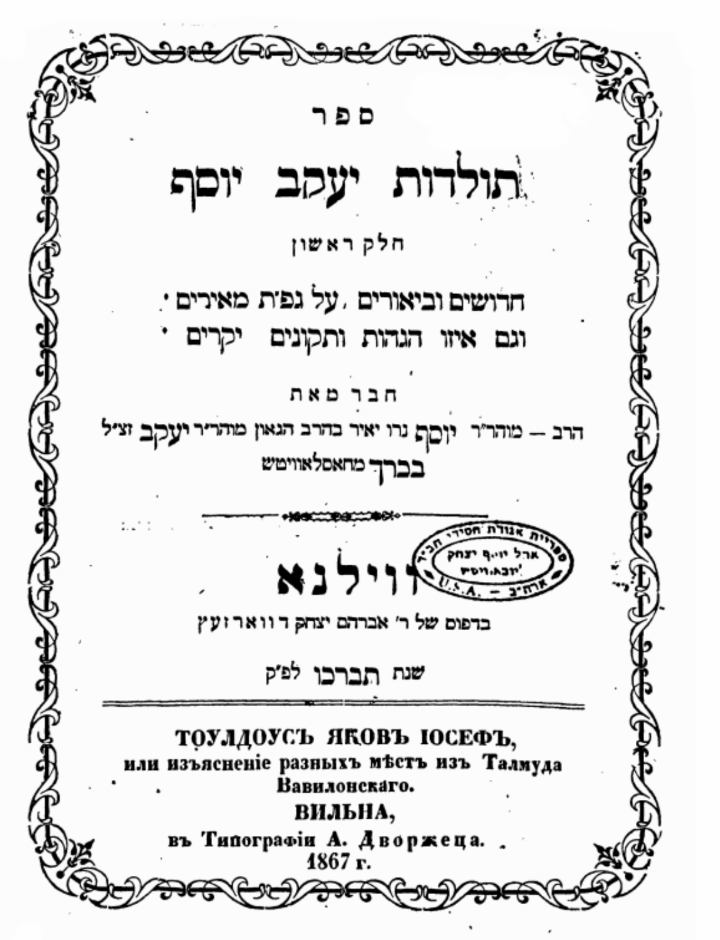

La pensée hassidique (hébreu : חסידות Hassidout) est une forme de pensée juive fondée sur les enseignements, interprétations et directives d'Israël Ben Eliezer, le Baal Shem Tov, fondateur du hassidisme, ainsi que sur les doctrines de ses disciples et sectateurs.
Le Baal Shem Tov réclame un retour à l'étude mystique et son accessibilité aux masses. Il s'oppose à l'intellectualisme, encourageant au contraire l'expression émotionnelle, l'élan spirituel et le recours à un guide.
Les proches disciples du Baal Shem Tov développent leur philosophie pendant les premières années du mouvement. À mesure que celui-ci se développe, il engendre, à la troisième génération, des interprétations différentes dont le retour à l'intellect de Shneour Zalman de Liadi ou à l'isolement mystique et à la joie en toutes circonstances de Na'hman de Breslev.

## La pensée duBaal Shem Tov
Le hassidisme naît, comme d'autres mouvements contemporains, de la Kabbale. Contrairement à certains de ceux-ci, dont le sabbataïsme et le frankisme, il entend rester fidèle aux enseignements du Talmud, dont il se considère une nouvelle interprétation, née en réaction à la vision légaliste et intellectualiste qui prévaut en Europe de l'Est au XVIIIe siècle.
Selon le Baal Shem Tov dont la pensée est exposée au travers de nombreux récits et anecdotes hagiographiques plutôt que sous une forme systématisée :
- Le monde est tout entier une manifestation (et non une émanation, comme le pensent les adversaires du hassidisme) de Dieu. Le problème de la présence du mal est résolu en expliquant que le mal n'est pas mauvais en soi mais par ce que les hommes en font ;
- Bien qu'il n'y ait rien de positif dans le péché qui résulte des imperfections de pensée et d'agissement de l'homme, aucun pécheur ne peut descendre si bas qu'il ne soit plus capable de s'élever à Dieu. Réciproquement, cette capacité de communication avec le divin (devekout) présuppose qu'il y a du bon en toute créature ;
- Le monde et les besoins qui en découlent étant une manifestation divine, ils doivent être appréciés et non rejetés comme l'enseigne la Kabbale lourianique (bien que le hassidisme lui ait emprunté sa dimension contemplative, appelée hitbonenout) ;
- En dépit de l'importance du Talmud et de la nécessité d'appliquer la moindre de ses clauses, il faut privilégier non l'étude et l'ascèse mais le sentiment d'accomplissement, la prière, la pratique et l'accessibilité de la Kabbale au peuple. Jusque-là, la tradition juive mystique est compréhensible et limitée à une petite élite. La chaleur de cette nouvelle dimension spirituelle de la Torah conquiert le cœur des masses tandis que la profondeurs des idées attire les grands maîtres.

## Les idées et les caractéristiques de la philosophie hassidique
- Dveikout : La Hassidout montre que la dveikut (lit. Union, hébreu : דביקות), ou l'union avec Dieu est la forme la plus élevée du service divin et le but de toute étude de la Torah, la prière et le respect des Mitzvot - commandements religieux. Le plus haut niveau de Dveikut est Hitpashtut Hagashmiut (en hébreu : התפשטות הגשמיות), qui est un état supérieur de conscience dans lequel l'âme se dépouille de sens physique du corps et atteint une perception directe de la volonté divine en toutes choses. Le fait même d'essayer d'obtenir La Dveikut conduit à une élévation de leur conscience et sensibilité spirituelle, ce qui augmente la force de vie, le bonheur et la joie dans la pratique religieuse et les actions quotidiennes.

- Hitbonenout : Un moyen de parvenir à la Dveikut c'est la hitbonenut (en hébreu : התבוננות), qui est une méthode de contempler Dieu et sa grandeur et la signification intérieure des Mitzvot.

- Raffinement du caractère : Un élément important dans la philosophie hassidique est la tâche essentielle de raffinement des caractères et l'amélioration des relations interpersonnelles, connu sous le nom tikoun hamidot - «la rectification de traits de caractère», ou shvirat hamidot (en hébreu : שבירת המדות) «fragmentation des traits de caractère.» Les traits de caractères négatifs tels que l'arrogance, la jalousie, le ressentiment, la recherche du plaisir physique comme une fin en soi, et la recherche de la richesse matérielle ou de l'honneur, sont considérés comme obstacles à la capacité de l'homme de parvenir à une liaison, à une dveikut avec Dieu[1].

- Le divin en tout : La Hassidout nous enseigne la nécessité d'extraire et d'accroître la Divinite dans toutes les choses matérielles, l'animé et l'inanimé. Comme il est expliqué dans les enseignements kabbalistiques d'Isaac Luria, toute la matière est imprégnée de ce monde de nitzotzot (en hébreu : ניצוצות), ou étincelles divines qui ont été entrecoupées de «Brisure" (en hébreu: שבירת הכלים), causées par le processus cosmique au début de la création[2]. Le Hassid s'efforce d'élever les étincelles soit en priant, en étudiant la Torah et le service de Dieu. Un concept connexe est l'impératif de se connecter au divin, même par des actes banals tels que l'alimentation, les relations sexuelles, et autres activités ordinaires. La Hasidout enseigne que toutes les actions peuvent être mises au service de Dieu, avec intention. Le fait de se nourrir peut être élevé en récitant la bénédiction appropriée avant et après le repas, le maintien d'une bonne santé pour le corps qui doit servir et sanctifier Dieu. Les relations sexuelles peuvent être élevées avec une limite d'une recherche de plaisirs, en se concentrant plutôt sur les objectifs fixés par la pensée juive : la procréation, et l'approfondissement de l'amour-propre et de lien entre mari et femme, deux commandements positifs. Il en va de même pour la conduite des affaires, réalisée dans les paramètres de la loi juive.

- La joie et le rejet de l'ascétisme : La Hassidout souligne la joie comme une condition préalable au renforcement de la conscience spirituelle. Il faut éviter la mélancolie à tout prix. L'obsession excessive des détails et les minuties de la loi juive peuvent devenir un obstacle inutile au service de Dieu. Pour la même raison, le Hasidout évite la pratique de l'ascétisme, vu le potentiel découragement et un affaiblissement de l'esprit dans le service de Dieu.

- Valoriser le simple Juif et le rejet de réprimande : en dépit de la forte teneur intellectuelle des principaux enseignements hassidiques, la Hassidout est devenu extrêmement populaire en raison de son acceptation de la masse des «Juifs ordinaires».

- Liaison avec le Tzadik : la Hassidout montre que, même si tous ne sont pas en mesure d'atteindre les plus hauts niveaux de spiritualité, les masses peuvent être associées à un Tzadik, ou un vrai ange (en hébreu : התקשרות לצדיקים) pour pouvoir recueillir les bénéfices spirituels et même des avantages matériels. Associés à la présence du Tzadik, on peut arriver à la Dveikut par l'intermédiaire du Tzadik lui-même. Le Tzadik sert aussi de médiateur entre ses partisans et Dieu, agissant comme un canal par lequel les dons divins sont donnés.

## Les objectifs
La pensée hassidique a quatre objectifs principaux :
1. Renaissance : quand le Baal Shem Tov fonde le hassidisme, les Juifs sont physiquement martyrisés par des massacres (en particulier ceux du cosaque Bogdan Khmelnitski, chef de file, dans les années 1648-1649) et de la pauvreté, et spirituellement déprimés par des déceptions et des faux messies. Cette combinaison malheureuse a causé une défaillance grave de la pratique religieuse, plus particulièrement en Europe de l'Est, où nait le hassidisme, dans le but de revitaliser les Juifs, physiquement et spirituellement, et en élevant le moral et la pratique religieuse à travers ses enseignements.
2. Piété : le Hassid, dans la littérature de la Torah, se réfère à une piété au-delà de la lettre de la loi. Le hassidisme veut et tend à augmenter ce degré supplémentaire de la piété. Par amour du Créateur.
3. Raffinement : la hassidisme apprend comment améliorer le caractère par l'apprentissage de nouvelles coutumes et les mœurs. Ce changement se fait progressivement avec la pratique philosophie hassidique et en allant visiter le Rabbi, le chef religieux du mouvement hassidique auquel on appartient.
4. Démystifier : Dans le hassidisme, il est largement admis que les enseignements ésotériques de la Kabbale doivent être compris. Cette compréhension est destinée à rajouter de la profondeur et de la vigueur dans la pratique rituelle.

Globalement, le hassidisme affirme son intention de préparer le monde à l'arrivée du Machia'h (le Messie juif).
Dans une lettre, le Baal Shem Tov décrit comment lors d'un Rosh Hashana son âme monte, et il rencontre le Messie. Il lui demande : « Quand venez-vous ? » Machia'h répond : « quand les sources de vos leçons de vie se répandront. »